# Usine de salaison gallo-romaine du Resto
L'usine de salaison gallo-romaine du Resto est un site archéologique gallo-romain de la commune de Lanester, dans le Morbihan.

## Localisation
Le bâtiment est situé légèrement en retrait des rives du Blavet, à environ 500 m au sud du hameau du Resto.

## Histoire
L'usine est installée à l'époque gallo-romaine à proximité d'une pêcherie. Elle produisait des condiments, des salaisons de poissons et, peut-être, du garum,, tout cela pour l'exportation.
Il semble que l'activité de l'usine cesse à la fin du IIIe siècle. Elle connaît une deuxième période d'activité au Moyen Âge où elle sert alors d'abri provisoire aux populations riveraines.
Redécouvert en 1979, le site est fouillé au moins à deux reprises en 1980 et 1981 par l'archéologue vannetais Patrick André.
Les vestiges subsistants, ainsi qu'une bande de terrain (sol et sous-sol) de 30 m autour de ceux-ci, sont inscrits au titre des monuments historiques par arrêté du 14 mars 2000.

## Architecture
Le site archéologique occupe une surface d'environ 1 680 m2.
L'usine devait se présenter comme un petit bâtiment rectangulaire, précédé d'une cour carrée d'environ 13,6 m de côté. Cet atelier de préparation d'environ 15 m de long comprenait quatre cuves de salaison. Deux d'entre elles sont recouvertes de mortier hydraulique,, les deux autres, plus profondes, sont recouvertes de moellons.